# Lin Sen
Lin Sen (ur. 1868 w Shanggan w prowincji Fujian, zm. 1 sierpnia 1943 w Chongqing) – chiński polityk, prezydent Republiki Chińskiej w latach 1931–1943.
Od 1884 roku pracował w biurze telegraficznym w Tajpej. Po zajęciu Tajwanu przez Japończyków w 1895 roku działał w antyjapońskiej partyzantce, następnie przeniósł do Szanghaju, gdzie pracował w biurze celnym. W 1902 roku wyjechał na Hawaje. Tam związał się z emigracyjną opozycją antymandżurską, i w 1905 roku wstąpił do Ligi Związkowej. W czasie rewolucji Xinhai stał na czele tymczasowego zgromadzenia rewolucyjnego w Nankinie. Po przejęciu dyktatorskiej władzy przez prezydenta Yuan Shikaia wyjechał do Stanów Zjednoczonych, gdzie organizował komórki Chińskiej Partii Rewolucyjnej (późniejszy Kuomintang).
Od 1917 roku działał w kantońskim rządzie Sun Jat-sena, następnie po jego śmierci działacz prawicowego skrzydła Kuomintangu. Pozycja Lina w partii wzrosła w 1931 roku po usunięciu Hu Hanmina. 15 grudnia 1931 roku po rezygnacji Czang Kaj-szeka został wybrany przewodniczącym Rządu Narodowego (głową państwa). Jego funkcja była jednak czysto ozdobna, a Czang de facto zachował pełnię władzy.
Po agresji japońskiej w 1937 roku przeniósł stolicę państwa do Chongqingu. Odrzucał ponawianie kilkakrotnie przez Japończyków propozycje zawarcia pokoju i stanięcia na czele marionetkowego rządu. Zmarł na skutek obrażeń odniesionych w wypadku samochodowym z 10 marca 1943 roku.